# Grant Hill (Filmproduzent)
Grant Hill (* vor 1978 in Australien) ist ein australischer Filmproduzent.

## Leben
Nachdem Grant Hill 1978 einen Hochschulabschluss in Recht erworben hatte, besuchte er anschließend noch eine Filmhochschule. Anschließend arbeitete er bei der Produktion von Filmen wie Nacktes Land und Doch dann kam sie und war für eine Episode der australischen Comedy-Serie Tonight Live with Steve Vizard Geschäftsführender Produzent. Später erhielt er die Möglichkeit, bei einem Hollywoodfilm in der Produktion mitzuarbeiten.
Seitdem arbeitete er unter anderem in Filmen wie Matrix Reloaded, Matrix Revolutions und Ninja Assassin für die Wachowski-Geschwister und in Der schmale Grat und The Tree of Life für Terrence Malick. Insbesondere Malick schätzt Hill sehr, da dieser nicht nur „sehr erfahren“ sei, sondern auch „den Prozess des Filmemachens“ verstünde (While Terry is very experienced he knows what his process is in making a movie.).

## Filmografie (Auswahl)
| - 1985: Nacktes Land (The Naked Country) (Location Manager) - 1991: Doch dann kam sie (Till There Was You) (Production supervisor) - 1992: Wind (Produktionsmanager: Australien) - 1993: Sniper – Der Scharfschütze (Sniper) (Associate producer) - 1994: Street Fighter – Die entscheidende Schlacht (Street Fighter: The Movie) (Produktionsmanager) - 1996: Der Geist und die Dunkelheit (The Ghost and the Darkness) (Koproduzent) - 1997: Titanic (Koproduzent) - 1998: Der schmale Grat (The Thin Red Line) - 2003: Matrix Reloaded (The Matrix Reloaded) (Ausführender Produzent) | - 2003: Matrix Revolutions (The Matrix Revolutions) (Ausführender Produzent) - 2006: V wie Vendetta (V for Vendetta) - 2008: Speed Racer - 2009: Ninja Assassin - 2011: The Tree of Life - 2012: Cloud Atlas - 2015: Jupiter Ascending - 2016: Voyage of Time (Dokumentarfilm) - 2019: Ein verborgenes Leben (A Hidden Life) - 2021: Matrix Resurrections (The Matrix Resurrections) - 2024: Rust |

## Auszeichnungen
| - Oscar - 1999: Bester Film – Der schmale Grat (nominiert) | - Goldene Himbeere - 2009: Schlechteste Neuverfilmung oder Fortsetzung – Speed Racer (nominiert) |